# Tituly a vyznamenání Pavla I. Řeckého

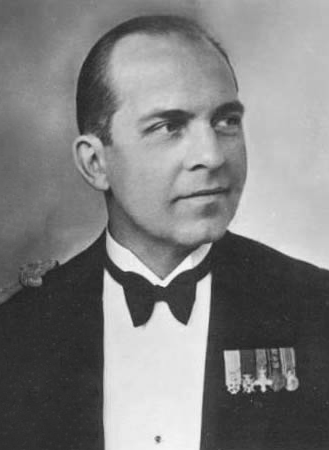
Pavel I. Řecký s medailemi

Královský monogram Pavla I. Řeckého

Řecký král Pavel I. Řecký obdržel během svého života řadu řeckých i zahraničních vyznamenání. V letech 1947 až 1964 byl velmistrem řeckých řádů.

## Vyznamenání

Erb Pavla I. Řeckého jakožto rytíř Řádu zlatého rouna

### Řecká vyznamenání
Během své vlády od 1. dubna 1947 do 6. března 1964 byl velmistrem řeckých řádů:
- Řád Spasitele
- Řád Jiřího I.
- Řád Fénixe
- Řád dobročinnosti
- Řád svatých Jiřího a Konstantina
- Řád svaté Olgy a Sofie

### Zahraniční vyznamenání
- Dánsko
  -  rytíř Řádu slona – 7. srpna 1927
  -  velkokomtur Řádu Dannebrog – 29. února 1963
- Etiopské císařství
  -  velkostuha Řádu Šalomounovy pečeti – 1959[1]
- Francie
  -  velkokříž Řádu čestné legie
- Itálie
  -  rytíř velkokříže s řetězem Řádu zásluh o Italskou republiku – 28. prosince 1952[2]
- Monako
  -  velkokříž Řádu svatého Karla – 29. listopadu 1947[3]
- Německo
  -  velkokříž speciální třídy Záslužného řádu Spolkové republiky Německo – 8. března 1954
- Norsko
  -  velkokříž s řetězem Řádu svatého Olafa
- Rakousko
  -  velkostuha Čestného odznaku Za zásluhy o Rakouskou republiku – 1956[4]
- Rumunsko
  -  velkokříž Řádu Karla I.
- Spojené království
  -  rytíř Podvazkového řádu – 1963
  -  čestný rytíř velkokříže Královského Viktoriina řádu
- Španělsko
  -  rytíř Řádu zlatého rouna – 1962
  -  velkokříž s řetězem Řádu Isabely Katolické – 1958
- Thajsko
  -  rytíř Řádu Rajamitrabhorn – 14. února 1963[5]
- Vatikán
  -  rytíř Řádu zlaté ostruhy

### Dynastická vyznamenání
- Bourbon-Obojí Sicílie
  -  Konstantinův řád svatého Jiří
- Savojští
  -  Řád zvěstování – 1948
  -  rytíř velkokříže Řádu svatých Mořice a Lazara – 1948
  -  rytíř velkokříže Řádu italské koruny – 1948